# ユナイテッド -ミュンヘンの悲劇-
『ユナイテッド -ミュンヘンの悲劇-』（ユナイテッド ミュンヘンのひげき、United）は、2011年のイギリスのテレビ映画。監督はジェームズ・ストロング、脚本はクリス・チブナル。
1958年に起きたミュンヘンの悲劇と、そこから再生していくマンチェスター・ユナイテッドの「バスビー・ベイブス」と呼ばれた選手たちの実話を元にしている。その中でもコーチジミー・マーフィーと選手ボビー・チャールトンの関係を中心に描いている。
撮影はノース・イースト・イングランドの周辺で行われ、2011年4月24日にBBC TwoとBBC HDで放送されたが、国外には劇場作品として配給されている。日本では2012年7月7日からゴー・シネマの配給で全国順次公開。

## あらすじ
クラブカラーから「赤い悪魔」として恐れられるイギリスの強豪、マンチェスター・ユナイテッド。1956年、アシスタント・コーチを務めるジミー・マーフィーは二部所属の若い選手ボビー・チャールトンに、高い結束力とユニークな指導で有名な「バズビー・ベイブス」と呼ばれる一部チームへの参加のチャンスを与える。一方、監督マット・バズビーはフットボールリーグの代表アラン・ハーデイカーに、国内リーグの全ての試合に参加するならばUEFAチャンピオンズカップへの参加を認めると説き伏せられる。
過酷な日程の中でもユナイテッドは国内リーグとチャンピオンズカップ両方の優勝を狙える位置にいた。そんなある日、1958年2月6日。国内リーグの日程は変更できないとされたため、チームはチャーター機で移動することになった。ユーゴスラビアのベオグラードからの帰途、給油のためにミュンヘンに着陸。雪の中、3度離陸を試みたが、失敗。2度離陸を諦めていたことで危険を感じて後部座席に移動した人も多く、被害を拡大した。後に『ミュンヘンの悲劇』として知られる事になるこの大惨事では、乗員乗客44名のうち23名が亡くなり、マンチェスター・ユナイテッドは主力選手8名、クラブ関係者3名を失う。生存者のうち試合に参加できるのはたった4人だけだった。マンチェスターに残り、サッカーウェールズ代表監督として指導をしていたジミーは、バズビーが危篤状態のため代理監督となり、存続の危機的状況にもかかわらず次のホームでの試合にチームを参加させることを誓う。ついにはFAカップの決勝戦にまで進む。深い悲しみから立ち直ったチームのユニフォームには、不死鳥のエンブレムが加えられることになる。

## キャスト
| 役名                 | 俳優                      | 日本語吹替 |
| -------------------- | ------------------------- | ---------- |
| ジミー・マーフィー   | デイヴィッド・テナント    | 宮本充     |
| ボビー・チャールトン | ジャック・オコンネル      | 杉山紀彰   |
| ダンカン・エドワーズ | サム・クラフリン          | 岩田翼     |
| マット・バズビー     | ダグレイ・スコット        | 宝亀克寿   |
| バート・ウォーリー   | ディーン・アンドリューズ  |            |
| アルマ・ジョージ     | ケイト・アシュフィールド  |            |
| ハロルド・ハードマン | デイヴィッド・カルダー    |            |
| アラン・ハーデイカー | ニール・ダッジョン        |            |
| トミー・スキナー     | ティム・ヒーリー          |            |
| シシー・チャールトン | メラニー・ヒル            |            |
| エディ・コールマン   | フィリップ・ヒル=ピアソン |            |
| マーク・ジョーンズ   | トーマス・ハウズ          |            |
| ハリー・グレッグ     | ベン・ピール              |            |
| デイヴィッド・ペグ   | ブロガン・ウエスト        |            |

## 製作
ワールド・プロダクションズが製作を務め、製作費は総額200万ポンド（320万ドル）だった。脚本の執筆にあたり、クリス・チブナルは生存者やその家族たちに取材をしている。
撮影は2010年11月から12月にかけて北イングランドで行われ、タインサイド・シネマ、タインマウス地下鉄駅、ニューカッスル・シヴィック・センターと集会場で行われた。 またカーライル・ユナイテッドFCのホームスタジアムブラントン・パークを1950年代のオールド・トラッフォードと見立てて使用している。12月の撮影では激しい降雪により中止になることが多く、更に撮影保険は悪天候が保証対象外だったため、予備日に2万ポンドを掛けて撮影をしている。
墜落シーンの再現では、チャールトンの目を通して何が起きていたのかを観客にも体感できるように表現された。ジャック・オコンネルは夢を見ているようだったとし、「あのシーンでは無気力感を味わった。とてもぼんやりとした気分になったから、あれは現実的に見える必要はないんだ」と語っている。ダグレイ・スコットは「（墜落シーンは）ニューカッスルの空軍基地で撮影した。何人かは座席に座ったまま死んでいて、投げ出された人たちのうち数人は生きているが、それ以外は酷い怪我か死んでいた。とても感情的な撮影だった」と語った。
音楽はクリント・マンセルが作曲し、2011年4月にiTunesでリリースされた。マンセルにとって初めてのテレビ映画への参加である。エンド・クレジットにはポール・ウェラーの"Devotion"が使用されている。

## 批評
BBC Twoでの放送時は289万人が視聴、その後のBBC HDでの放送では34万6000人が視聴した。
マット・バズビーの息子サンディ・バズビーは、「バズビー・ベイブス」についての内容だったのに一切撮影に関われなかったことに失望し「ひどい出来だ」と話している。「何故墜落シーンで亡くなった選手たちを全員出さなかった？もし私がその選手の家族だったら気に病んでいただろう」と、数人の選手が登場しなかったことに怒りを覚えたとも打ち明けている。特に、「一番父の描写に腹が立った。劇中の父はキャメル色のコートを着て中折れ帽を被り、トレーニングウェアを一度も着ることはなかったが、本当の父は当時初めてトラックスーツを着た監督として知られている。本当に腹が立つよ」とまるでギャングのような格好をした父親の表現を強く批判している。
ジェラルド・ギルバートによるインデペンデント紙のテレビ批評でもこのギャングのようなバズビーの衣装について、劇中で悪役とされているアラン・ハーデイカーに懐柔されたことを示しているのではないかと書かれている。ハーデイカーの描写についても「ヒルズボロの悲劇のテレビ映画版では史実に則りザ・サン紙と警察に対する怒りを向けていたが、この映画のハーデイカーはぞっとするほど薄っぺらなスケープゴートとして描かれてしまっている」とも書かれた。
ジム・ホワイトはデイリー・テレグラフ紙に「『ユナイテッド』は煙草の煙が漂う1950年代のサッカーを思い起こさせる。CGIで蘇った戦後のオールド・トラッフォードも、オープンテラスから見える煙を吐き出す煙突も、現実よりも一層現実的である。中心人物を演じるデイヴィッド・テナントは表彰されるべき演技だった」とインデペンデント紙よりも好意的に書いた。
ガーディアン紙のサム・ウォラストンは、「劇中では当時と現在のサッカーについての数多くの違いを描いている。クラブとだけではなく、その地域全体との繋がりが現在のサッカーに感じられるだろうか？地元の下宿の女将と過ごすことは今でもあるだろうか？当時のサッカー選手は前途多難だったため配管工に転職するものが多かったことは知っているだろうか？当時のキャプテン、マーク・ジョーンズが試合前にパイプを吹かしていたことは知っているだろうか？とても愛すべき時代だったが、勿論クリス・チブナルがドラマの中心に置きたかったのは8人のバズビー・ベイブスに起きた悲劇である。とても美しく、力強く、記憶に残りそして人間味あふれる作品である。そしてもし涙を流していないのなら、あなたは私よりも冷酷だということだ」と、細かなディテールを褒めている。
2011年、ヨーロッパ最大のメディアコンペティションPrix Europa賞で最優秀ヨーロッパテレビ製作賞にノミネートされた・